# Liste von Persönlichkeiten aus Lugaggia
Diese Liste enthält in Lugaggia geborene Persönlichkeiten und solche, die in Lugaggia ihren Wirkungskreis hatten, ohne dort geboren zu sein. Die Liste erhebt keinen Anspruch auf Vollständigkeit.

## Persönlichkeiten
(Sortierung nach Geburtsjahr)
- Battista Moggi (* um 1650 in Lugaggia; † nach 1687 ebenda?), Bildhauer 1687 schufen er und Stefano Lepori aus Sala Capriasca einen Altar für die Pfarrkirche von Tesserete[1][2]
- Giovanni Quadri (* 24. September 1866 in Lugaggia; † 16. Juli 1892 ebenda), Architekt, Professor an der Accademia di Belle Arti di Brera 1889, schuf in Mailand Pläne von Kirchen, Palästen, Villen usw., oft unter Mitarbeit seines Bruders Ernesto. Mitarbeiter an verschiedenen Pariser Kunstzeitschriften.[3][4]
- Ernesto Quadri (* 7. August 1868 in Lugaggia; † 13. April 1922 in Lugano), Bruder des Giovanni, Architekt, wirkte m it seinem Bruder in Mailand. Schöpfer des Cairolidenkmals in Pavia und mehrerer Paläste in Mailand, in der Lombardei und im Kanton Tessin (Palast Nobile in Lugano), wirkte mit an der Restauration des Castello Sforzesco. Ritter der italienischen Krone.[3][5]
- Carlo Storni (* 1738 in Lugaggia; † 1806 in Rom), von Lugaggia, Maler in Rom. Zwischen 1775 und 1778 malte Storni einige wertvolle Fresken in der Villa Lancellotti in Frascati im Auftrag der Familie Piccolomini, der das Gebäude damals gehörte. Er schuf 1792 auch die Bilder der fünfzehn Mysterien des Rosenkranzes der Pfarrkirche von Tesserete[6] Storni besass in Rom ein Geschäft mit Farben und Malutensilien, das bis heute existiert: hier wurden die berühmtesten Namen der italienischen und internationalen Malerei verwendet (Giorgio Morandi, Giorgio de Chirico, Renato Guttuso, Balthus, Enzo Cucchi, Mimmo Paladino)[7][8]

- Familie Antonini. [9]
  - Tranquillo Antonini (* 31. Juli 1846 in Lugaggia; † 6. März 1919 in Lugano), er war 1871 geistlicher Direktor des Kollegiums Sankt Joseph in Lugano, 1874 Pfarrer in Bidogno, 1888 in Tesserete, 1889 in Ponto Valentino, 1898–1904 geistlicher Direktor des Seminars von Lugano und schliesslich 1902 Chorherr der Kathedrale San Lorenzo (Lugano), 1906 Dekan von Bironico[9]
  - Severino Antonini (* um 1850 in Lugaggia; † 31. Oktober 1860 ebenda), Bruder von Tranquillo, Advokat, studierte in Turin und Neapel; Mitglied des Grosser Rat (Tessin)s seit 1890 und des zweiten Verfassungsrates 1892[9]
  - Giuseppe Antonini, Architekt (* 1896 in Lugaggia; † 1962 in Santa Margherita Ligure), Studien am Lyzeum Maria Hilf in Schwyz (Gemeinde), 1921 Architekt der ETH Zürich, 1945 Gründer des Gruppe Ticino der Federazione Architetti Svizzeri (FAS), er baute: 1948–1950 Chiesa di San Nicolao della Flüe (Lugano), den Sommerpriesterseminar in Prato (Leventina) und den Palazzo vescovile in Lugano.[10]

- Pio Edo Cassina (* 16. Mai 1915 in Curio; † 1995 in Rossura), Kunstmaler, Zeichner, Restaurator, er förderte die Restaurierung der Pfarrkirche San Lorenzo e Agata von Rossura, Dozent am Liceo von Lugano; 27. September 1942 beendete er sein Fresko Il Divin Maestro in der Ortschaft alla Mora zwischen Curio und Bedigliora; andere Fresken sind im Bombinasco Madonna di Caravaggio, im Costa di Sessa Sant’Agata und im Certara San Pietro da Verona martire in der Pfarrkirche[11][12]
- Justa Cassina-Berini (* 25. Januar 1932 in Locarno; † 4. April 2015 in Lugaggia), Braut des Pio Edo, Zeichnerin und Illustratorin[13]
- Carlo Anselmini (* 1944), er studierte am Lehrerseminar von Locarno, Sekundarlehrer, Lokalhistoriker, Film-Amateur[14].
- Achille Storni (* 1958 in Lugaggia; † 15. November 2016 ebenda), Agronom, Politiker Christlichdemokratische Volkspartei (PPD), ehemaliger Gemeindepräsident von Lugaggia[15]
- Alberto Moccetti (* 1961 in Lugaggia), Gymnasialdozent, Rektor des Liceo Diocesano von Lucino (Breganzona), Journalist, Schriftsteller, wohnt in Lugaggia[16][17]